# زانية (فصيلة نباتية)
الفصيلة الزانيّة أو البلّوطيّة أو فصيلة الزان أو فصيلة السَّوْمَلِيَّات أو السنديانيات (بالإنجليزية: Fagaceae) هي إحدى الفصائل في رتبة الزانيات من ثنائيات الفلقة من النباتات المزهرة. يتبع هذه الفصيلة ثمانية أو تسعة أجناس تجمع نحو 900 نوع من الأشجار والشجيرات النفضية (متساقطة الأوراق) أو دائمة الخضرة. من أهم أجناسها السنديان والزان والكستناء. تتميز نباتات هذه الفصيلة بأخشابها المتينة التي تستعمل لصناعة الأثاث.